# Hannahannah
Hannahannah (vagy Hannahanna, másképp Mah, Nintu) írásban DINGIR.MAḪ (= Nagy Isten[nő]) vagy DNIN.TU, minden istenek anyja, az Anyaistennő. Akkád közvetítéssel a sumer Nintu átvétele, a hattik Mah néven is ismerték. A Hannahannah alak hettita eredetű, a hannasz (= anya) szóból származtatható, jelentése ennek alapján körülbelül a „nagyanya” vagy „öreganya” fogalommal írható le.
A hurrik Hebat istennőjével a hettita újbirodalom korában összeolvadt a kultusza. Valószínűleg valamilyen kapcsolatban van a presumér Inanna istennővel, valamint befolyással lehetett a kánaáni Anat kultuszára is. Késői megjelenése látható a bibliai Sámuel  anyjának nevében: Hanna(h), így a mai európai kultúrában elterjedt Anna név őse.
Az anyaistennők kultusza a korai keleten rendkívül elterjedt. A név etimológiája szoros kapcsolatban van a sumer nyelvvel és nagyon sok indoeurópai, török és finnugor nyelv anya jelentésű szavaival. A sumer AMA (eme4 , „nagymama” = ama-a-a ), akkád UMMU, perzsa an, szanszkrit angana, latin mater, mamma (angol, német, francia ebből), orosz zsenya, török ana, türkmén ene, mongol eme, vogul an (= anyai nagyanya), zürjén an (= asszony). A vogul és zürjén alakok az óskandinávból: amma (= nagymama). A magyar nyelvben eredetileg em (lásd Emese, emse), de az anya és mama szóban is megtalálható. Rómába a phrügök Magna Materén keresztül került.
Hannahannah Tarhuntasz (Teszub) mítoszában Telipinusz eltűnése után lép színre. Tarhuntasz számára méheket küld, hogy a méhszúrások meggyógyítsák kezét és lábát, valamint a méhviasszal megtörölhesse szemét. A Telepinusz-mítoszban Telipinusz felkeresésére küldi a méhet. A Telipinusz és a Tengeristen leánya című mítoszban Hannahannah javasolja a Viharistennek, hogy állja a Tengeristen leányának és Telepinusznak az esküvői költségeit. A töredékek alapján egy időre Hannahannah is eltűnik az istenek köréből és a Sötét Föld örvendezik visszatérésén. Ez lehet az alapja a purulijasz ünnepnek, amelyet Illujankasz legyőzése tiszteletére tartottak Nerikben.
Ez párhuzamosítható az Istár alvilágjárása mítosszal. A legendakör e néhány elemében a Démétér kultuszhoz is hasonló. Legendáriuma a töredékes szövegek miatt még nem állítható össze teljes mértékben. Nintu sumer istennővel való azonosítása révén Nintu egy másik formájával, Ereskigal istennővel is rokonítható, amely társítás az alvilág királynőjével kissé furcsának hat egy Anyaistennő esetében.